# Championnat des moins de 17 ans de la CONMEBOL 1997
Navigation
Pérou 1995 Uruguay 1999
Le Championnat des moins de 17 ans de la CONMEBOL 1997 est la septième édition du Championnat des moins de 17 ans de la CONMEBOL qui a eu lieu au Paraguay du 28 février au 16 mars 1997. Ce tournoi sert de qualification pour la Coupe du monde des moins de 17 ans, qui aura lieu en Égypte durant l'été 1997 : les 3 premiers de la poule finale seront directement qualifiés pour la phase finale.
Tenant du titre, le Brésil conserve son bien en s'imposant pour la 4e fois. L'Argentine termine une nouvelle fois sur la deuxième marche du podium, devant l'équipe du Chili. À noter les premières victoires en compétition officielle de l'histoire du Venezuela, qui n'avait jusque-là jamais réussi à gagner un match lors des 6 éditions précédentes...

## Résultats
La confédération sud-américaine ne compte que 10 membres, il n'y a donc pas d'éliminatoires; toutes les sélections participent au premier tour, où elles sont réparties en 2 poules de 5 et s'y rencontrent une fois. À l'issue du premier tour, les 2 premiers de chaque poule se qualifient pour la poule finale où chaque équipe rencontre 1 fois chacun de ses adversaires. Le premier du classement final est déclaré champion d'Amérique du Sud.

### Premier tour

#### Poule 1
- Matchs disputés à Encarnacion

| Rang | Équipe    | Pts | J | G | N | P | Bp | Bc | Diff |  | Résultats (▼ dom., ► ext.) |  |     |     |     |     |
| ---- | --------- | --- | - | - | - | - | -- | -- | ---- |  | -------------------------- |  | --- | --- | --- | --- |
| 1    | Argentine | 9   | 4 | 3 | 0 | 1 | 11 | 4  | +7   |  | Argentine                  |  | 0-2 | 6-0 | 3-2 | 2-0 |
| 2    | Paraguay  | 9   | 4 | 3 | 0 | 1 | 7  | 2  | +5   |  | Paraguay                   |  |     | 3-0 | 1-2 | 1-0 |
| 3    | Venezuela | 6   | 4 | 2 | 0 | 2 | 3  | 9  | -6   |  | Venezuela                  |  |     |     | 2-0 | 1-0 |
| 4    | Équateur  | 4   | 4 | 1 | 1 | 2 | 6  | 8  | -2   |  | Équateur                   |  |     |     |     | 2-2 |
| 5    | Pérou     | 1   | 4 | 0 | 1 | 3 | 2  | 6  | -4   |  | Pérou                      |  |     |     |     |     |

#### Poule 2
- Matchs disputés à Pedro Juan Caballero

| Rang | Équipe   | Pts | J | G | N | P | Bp | Bc | Diff |  | Résultats (▼ dom., ► ext.) |  |     |     |     |     |
| ---- | -------- | --- | - | - | - | - | -- | -- | ---- |  | -------------------------- |  | --- | --- | --- | --- |
| 1    | Brésil   | 8   | 4 | 2 | 2 | 0 | 8  | 3  | +5   |  | Brésil                     |  | 1-1 | 1-1 | 2-1 | 4-0 |
| 2    | Chili    | 7   | 4 | 2 | 1 | 1 | 9  | 3  | +6   |  | Chili                      |  |     | 1-0 | 0-1 | 7-1 |
| 3    | Colombie | 7   | 4 | 2 | 1 | 1 | 5  | 2  | +3   |  | Colombie                   |  |     |     | 2-0 | 2-0 |
| 4    | Uruguay  | 6   | 4 | 2 | 0 | 2 | 4  | 4  | 0    |  | Uruguay                    |  |     |     |     | 2-0 |
| 5    | Bolivie  | 0   | 4 | 0 | 0 | 4 | 0  | 15 | -15  |  | Bolivie                    |  |     |     |     |     |

### Poule finale
- Matchs disputés à Asuncion :

|   | Équipe    | Pts | J | G | N | P | BP | BC | Diff |
| - | --------- | --- | - | - | - | - | -- | -- | ---- |
| 1 | Brésil    | 9   | 3 | 3 | 0 | 0 | 12 | 4  | +8   |
| 2 | Argentine | 4   | 3 | 1 | 1 | 1 | 4  | 2  | +2   |
| 3 | Chili     | 3   | 3 | 1 | 0 | 2 | 5  | 9  | -4   |
| 4 | Paraguay  | 1   | 3 | 0 | 1 | 2 | 1  | 7  | -6   |

| 11 mars | Brésil    | 5 | 0 | Paraguay  |
|         | Argentine | 3 | 0 | Chili     |
| 13 mars | Argentine | 0 | 0 | Paraguay  |
|         | Brésil    | 5 | 3 | Chili     |
| 15 mars | Chili     | 2 | 1 | Paraguay  |
|         | Brésil    | 2 | 1 | Argentine |

### Équipes qualifiées pour la Coupe du monde
Les sélections qualifiées pour la prochaine Coupe du monde sont :
- Brésil
- Argentine
- Chili

### Meilleurs buteurs
- 4 buts :
  -  Geovanni Mauricio
  -  Milovan Mirosevic
  -  Juan Viveros

## Sources et liens externes